# スリ・ランパイ駅
スリ・ランパイ駅 （スリ・ランパイえき、マレー語:Stesen Sri Rampai）は、マレーシアのクアラルンプールにある、ラピドKL (RapidKL) クラナ・ジャヤ線 (Kelana Jaya Line)の駅である｡

## 歴史
- 2010年12月24日開業

## 駅構造
相対式ホーム2面2線をもつ地下駅である。

## 駅周辺
- ワンサ・ウォーク・モール
- カルフール・ハイパーマーケット